# Szemlőhegy
Szemlőhegy ([ˈsɛmløːhɛɟ]) est un quartier de Budapest situé dans le 2e arrondissement au nord de Rózsadomb.